# Jean-Baptiste Augier
Pour les articles homonymes, voir Augier.
Jean-Baptiste Augier, né le 25 janvier 1769 à Bourges, mort le 3 septembre 1819 à Bourges (Cher), est un général et homme politique français de la Révolution et de l’Empire.

## Biographie
Destiné au barreau par son père, doyen de la faculté de droit de l’Université de Bourges, Augier avait commencé ses études de droit lorsqu'éclata la Révolution. Il s'engagea, se fit remarquer par son courage et fut chargé de la défense du fort de Bitche (1794) où il fut blessé d'un éclat d'obus.
Il obtint alors le commandement sédentaire des divisions du Cher, puis de la Manche ; fut nommé chevalier de la Légion d'honneur le 19 frimaire an XII, et commandeur le 25 prairial suivant, et reprit du service actif dans l'armée d'Espagne.
En 1812, à l'armée de Russie, il commanda la place de Kœnigsberg. De retour en France, le Sénat conservateur l'élut député au Corps législatif le 14 janvier 1813.
Sa conduite législative parut incertaine : tantôt il semblait se rapprocher de l'opposition libérale : tantôt, il prit des positions plus conservatrices, et se prononçait en faveur des émigrés.
Partisan déclaré du retour des Bourbons, il mit son épée au service de Louis XVIII, lors du retour de l'Île d'Elbe, et reçut la croix de Saint-Louis à la seconde Restauration.
L'hésitation politique de M. Augier cessa aux Cent-Jours. Personne, dans cette circonstance, ne montra plus que M. Augier, une opposition plus prononcée, un zèle plus ardent contre l'Empereur. Il proposa les moyens les plus violents pour l'arrêter dans sa marche : suspension des poursuites judiciaires en faveur de ceux qui se battraient contre lui, récompenses nationales, médailles d'honneur, campagne payée comme triple, etc. Il voulait aussi que la cocarde tricolore fût adoptée : motion que les ultra-royalistes repoussèrent avec indignation.
À la séance du 14 octobre 1814, il protesta contre l'importation des fers étrangers, et prit la défense des propriétaires d'usines, ruinés par la législation d'alors (habitant du Berry et propriétaire de forges considérables, il ne pouvait être que concerné par ces affaires). En novembre suivant, il se prononça pour l'exportation des laines, dans les intérêts du commerce. Chargé du rapport sur l'affaire de M. de Blons, qui, se trouvant à la messe auprès du maire de sa commune prétendit qu'on devait d'abord lui présenter le pain bénit, et cria tout haut : « Sacristain, apporte ! », il proposa des mesures de sévérité contre les prétentions des nobles.
La rapidité de la marche de Napoléon Ier déconcerta ces projets et les mesures que le gouvernement avait pris. L'« Aigle », de retour aux Tuileries, destitua Augier, qui, le même jour, lui envoyait sa démission.
Le roi le nomma le 27 juillet 1815, président du collège électoral d'arrondissement de Saint-Amand (Cher) ; le 22 août, il fut élu député par le collège du département du Cher avec 114 voix sur 134 votants et 188 inscrits, et réélu, par le même collège, le 4 octobre 1816, avec 87 voix sur 136 votants et 185 inscrits.
Après la seconde restauration, rétabli dans ses titres, il siégea bientôt, au centre et toujours parmi la majorité ministérielle, dans ce que le roi appellera « la Chambre introuvable ». Augier se montra modéré au milieu du délire. Il ne quitta guère le centre : il demanda que l'emprunt de 100 millions ne fût pas inscrit sur le grand-livre  ni remboursé au moyen d'une nouvelle taxe ; que les militaires pussent cumuler des pensions jusqu'à concurrence de la somme de 700 francs ; et prit la défense des créances arriérées du département du Cher.
Louis XVIII le créa baron le 1er février 1817. Il décède le 3 septembre 1819 à Bourges où il est inhumé au cimetière des Capucins (la sépulture existe encore de nos jours).

### Vie familiale
Fils du légitime mariage de Louis Augier, conseiller du roi, doyen et professeur de la faculté de droit de l’Université de Bourges, et de Geneviève Lheureux de la Gauguière, Jean-Baptiste Augier épouse le 6 mars 1794 Luce-Elisabeth-Aimée de Chevenon de Bigny qui lui donnera :
1. Edouard Augier[1] (6 octobre 1795 - Bourges ✝ 2 mai 1866 - Bourges), Sous-lieutenant au 61e de ligne puis au 4e régiment de dragons, aide de camp de son père (1813-1815), Capitaine des Chasseurs à cheval de l’Allier, cultivateur et propriétaire du château de Serruelles, maire de Serruelles (Cher), conseiller général du Cher, chevalier de la Légion d'honneur ;
2. une fille, mariée en 1852 avec Anselme de Bosredon ( ✝ 1894), qui succéda à son beau-père comme maire de Serruelles (Cher) ;
3. Marie-Césarine (née en 1795), mariée avec Xavier Aubertot (1791 ✝ 1867).

## États de service
- Engagé volontaire dans le 1er bataillon de volontaires du Cher le 25 juillet 1792 ;
- Capitaine le 25 août 1792 ;
- Général de brigade le 21 janvier 1794 ;
- Affecté à l'armée des Ardennes (27 janvier 1794 - 13 juin 1795) ;
- Mis au traitement de réforme le 13 juin 1795 ;
- Commandant du département du Cher (21e division militaire) (25 août 1799 - 7 mai 1800) ;
- Commandant du département du Calvados (14e division militaire) (7 mai 1800 - 1801) ;
- Commandant du département de la Manche (14e division militaire) (1801 - 24 septembre 1801) ;
- Commandant du département du Cher (21e division militaire) (24 septembre 1801 - 10 juin 1808) ;
- Affecté à la 10e division militaire (10 juin 1808 - 9 juillet 1808) ;
- Affecté à l'armée d'Espagne (9 juillet 1808 - 11 avril 1810) ;
- Commandant du département du Cher (21e division militaire) (11 avril 1810 - 3 juin 1812) ;
- Commandant de la 3e brigade de la 1re division de réserve de la Grande Armée (3 juin 1812 - 18 mai 1813) ;
- Commandant de la place de Königsberg au cours de la campagne de Russie (1812) ;
- Commandant du département du Cher (21e division militaire) (18 mai 1813 - 26 mars 1815) ;
- Mis en disponibilité (26 mars 1815 - 31 mars 1817) ;
- Commandant du département du Cher (31 mars 1817 - 30 avril 1817) ;
- Commandant du département du Loiret (30 avril 1817 - 18 mars 1818) ;
- Commandant du département du Cher (18 mars 1818 - 3 septembre 1819).

## Campagnes
- Armée du Nord (1792 - 1794) :
  - Bataille de Valmy ;
- Armée des Ardennes (1794 - 1795) :
  - Siège de Bitche (1794) ;
- Campagne d'Autriche (1805) ;
- Campagne de Prusse (1806) et de Pologne (1807) à la Grande armée
- Employé à l'armée d'Espagne (1808-1810) ;
- Campagne de Russie (1812) à la Grande armée.

## Faits d'armes
- Se distingue à la bataille de Valmy
- Sa défense du fort de Bitche (1794) contre un corps nombreux d'Autrichiens, lui procura un avancement rapide.

## Blessures
- À Bitche, il est blessé dangereusement d'un éclat d’obus, ce qui nécessita l'amputation d'un membre.

## Décorations
- Légion d'honneur :
  - Légionnaire le 19 frimaire an XII (11 décembre 1803), puis,
  - Commandant de la Légion d'honneur le 25 prairial an XII (14 juin 1804)[2] ;
- Ordre royal et militaire de Saint-Louis :
  - Chevalier de l’ordre royal et militaire de Saint-Louis par ordonnance royale du 8 juillet 1814.

## Titres
- Chevalier de l'Empire par décret impérial du 14 décembre 1809 ;
- Baron :
  - Ordonnance royale du 31 décembre 1814,
  - Confirmé baron héréditaire par lettres patentes du 1er février 1817 avec règlement d’armoiries.

## Autres fonctions
- Conseiller général du département du Cher ;
- Député du Cher au Corps Législatif (14 janvier 1813 - 20 mars 1815) ;
- Président du collège électoral de Saint-Amand (1815) ;
- Député du Cher (Seconde Restauration, 22 août 1815).

## Pensions, rentes
- Mlle de Chevenon de Bigny apporta en dot à son mari le territoire de la commune de Serruelles que sa famille détenait avant la révolution.
  - À sa mort, il le légua à son fils le baron Édouard Augier qui fit construire le château en 1849.

## Armoiries
« D’azur, à la tour d’argent, accostée en pointe d’un chien couché du même, regardant une tige de lis d’argent, terrassée de sinople ; au chef de gueules, chargé de deux étoiles d’argent., »